# Johann Leonard Hoffmann
Johann Leonard Hoffmann (1710–1782) byl vojenský lékař německo-holandského původu a amatérský sběratel fosílií. Proslul jako jeden z objevitelů druhé dochované lebky velkého mořského plaza mosasaura, kterou odkryl spolu s najatými dělníky mezi lety 1770 a 1774 v podzemních křídových lomech u města Maastricht. Plnoprávným majitelem fosílie však byl vlastník pozemku, na kterém byl nález učiněn: kanovník Theodorus Joannes Godding (1722–1797). Hoffmann předpokládal, že odkryl fosílie obřího krokodýla. Mezitím ale fosílii získal Godding (podle jedné verze ji musel na Hoffmannovi vysoudit) a vystavil ji ve svém domě. V roce 1794 oblehla město francouzská okupační armáda pod velením generála Jean-Charlese Pichegrua a Godding raději cenný nález schoval. Francouzský geolog Bartholomé Faujas de Saint-Fond (1741–1819) ale o zkamenělině věděl a postaral se o to, aby byla v Goddingově úkrytu vypátrána a odvezena jako válečná kořist do Paříže. Dnes se nachází v tamním přírodovědeckém muzeu.

## Pocty
Tři pravěcí plazi – mořský ještěr Mosasaurus, želva Allopleuron a třetihorní varan (Varanus hoffmanni) nesou na počest Hoffmanna druhový název hoffmanni